# G-Dragon
Kwon Ji-yong (mer känd som G-Dragon), född 18 augusti 1988 i Seoul, Sydkorea, är en sydkoreansk sångare, rappare, låtskrivare, producent och modell. Han är kreativ ledare i gruppen Big Bang. Namnet "G-Dragon" baseras på "yong", vilket är det koreanska ordet för drake, dvs dragon på engelska och "Ji" vilket är uttalet på bokstaven G i engelska. 

## Karriär
G-Dragon startade sin karriär som 8-åring hos SM Entertainment, men gick vidare till YG Entertainment vid 12 års ålder för att få ägna sig mer åt hiphop. Här skolades han från början som dansare och blev så småningom medlem i Big Bang. Han har skrivit och producerat många av deras låtar. G-Dragon är även något av en stilikon i Sydkorea, med sin uppseendeväckande och färgglada stil. 2012 uppmärksammades han av Thierry Mugler, med vilken han inledde ett samarbete. 

## Diskografi
| Titel                                      | Sort  | År   | Försäljning: KOR | Försäljning: US | Försäljning: JPN |
| ------------------------------------------ | ----- | ---- | ---------------- | --------------- | ---------------- |
| Heartbreaker                               | album | 2009 | KOR: 309,343     | -               | -                |
| GD & TOP                                   | album | 2010 | KOR: 204,249     | -               | -                |
| One of a Kind                              | EP    | 2012 | KOR: 265,361     | -               | JPN: 39,619      |
| Coup d'Etat                                | album | 2013 | KOR: 204,758     | US: 4,000       | -                |
| Coup d'Etat + One of a Kind & Heartbreaker | LP    | 2013 | -                | -               | JPN: 110,860     |
| Kwon Ji Yong                               | EP    | 2017 | -                | US: 7,000       | JPN: 64,829      |

G-Dragon är en av Sydkoreas största artister.
| låtar                   | år   | M/V visnigar 2024-04-20 | Skiva           | samarbeten         |
| ----------------------- | ---- | ----------------------- | --------------- | ------------------ |
| "This Love"             | 2006 | -                       | -               | -                  |
| "Heartbreaker"          | 2009 | 82,027,846              | Heartbreaker    | -                  |
| "A BOY"                 | 2009 | 23,409,311              | Heartbreaker    | -                  |
| "Breathe"               | 2009 | 16,553,858              | Heartbreaker    | -                  |
| "Butterfly"             | 2009 | 7,218,153               | Heartbreaker    | -                  |
| "Strong Baby"           | 2009 | 4,251,033               | Remember        | seungri            |
| "Heartbreaker" (Remix)  | 2010 | -                       | SHINE LIGHT     | -                  |
| YOU'RE MY/I NEED A GIRL | 2010 | 11,339,257              | Solar           | taeyang            |
| "High High"             | 2010 | 10,435,824              | GD & TOP        | T.O.P              |
| "BABY GOOD NIGHT"       | 2010 | 48,542,728              | GD & TOP        | T.O.P              |
| "One of a Kind"         | 2012 | 63,239,222              | One of a Kind   | -                  |
| "Missing You"           | 2012 | 8,754,178               | One of a kind   |                    |
| "That XX"               | 2012 | 107,104,406             | One of a Kind   | Jennie (blackpink) |
| "Without You"           | 2012 | 28,406,945              | One of kind     | Rose (blackpink)   |
| "Crayon"                | 2012 | 79,560,596              | One of a Kind   | -                  |
| "MichiGO"               | 2013 | 26,990,442              | Coup d'Etat     | -                  |
| "Coup d'Etat"           | 2013 | 37,026,645              | Coup d'Etat     | -                  |
| "Crooked"               | 2013 | 237,782,918             | Coup d'Etat     | -                  |
| "Who You?"              | 2013 | 133,031,519             | Coup d'Etat     | -                  |
| "Good Boy"              | 2014 | 370,028,587             | -               | taeyang            |
| "Dirty Vibe"            | 2014 | 64,271,052              | -               | CL skrillex        |
| "Mapsosa"               | 2015 | 34,393,166              | -               | taeyang Kwanghee   |
| "Zutter"                | 2015 | 82,932,802              | MADE            | T.O.P              |
| "Untitled, 2014"        | 2017 | 146,659,931             | Kwon Ji Yong    | -                  |
| Power                   | 2024 | 50 367 085              | Power           | -                  |
| Home sweet home         | 2024 | 24 378 403              | home sweet home | taeyang deasung    |